# راس حسارة (قارة)

تعديل مصدري - تعديل

راس حسارة هي إحدى قرى عزلة قارة بمديرية قارة التابعة لمحافظة حجة، بلغ تعداد سكانها 322 نسمة حسب تعداد اليمن لعام 2004.